# Svjetlosna katedrala
Svjetlosna katedrala (njem. Lichtdom) bila je glavna estetska značajka na Nürnberškim skupovima od 1934. do 1938. godine koju je projektirao Albert Speer. Sastojala se od 152 protuzrakoplovna reflektora postavljena u razmacima od 12 metara, kao i 2000 dodatnih umjetnih izvora svjetlosti s ciljem stvaranja svjetlosnog efekta u okruženju publike. Dokumentirana je u nacističkom promidžbenom filmu Festliches Nürnberg objavljenom 1937. godine.
Iako su prvotno bili zamišljeni kao privremeno rješenje do dovršenja gradnje stadiona, nastavili su se koristiti i za buduće stranačke skupove NSDAP-a. Sličan efekt stvoren je i za svečanost zatvaranja Olimpijskih igara 1936. godine u Berlinu. 

## Zanimljivosti
Protuzrakoplovni reflektori posuđeni su od Luftwaffea što je izazvalo probleme sa zapovjednikom Hermannom Göringom jer su predstavljali važnu stratešku pričuvu. Adolf Hitler je ipak odlučio upotrijebiti ih i na taj način još dodatno zavarati protivnike obrazloživši: "Ako ih koristimo u tako velikom broju za takvu stvar, druge će države pomisliti da plivamo u reflektorima."

## Galerija
- Lichtdom u Nürnbergu, rujan 1937. godine
- S lijeva na desno: Rudolf Heß,  Robert Ley i Adolf Hitler u Nürnbergu, rujan 1936. godine
- Protuzrakoplovni reflektori korišteni na Nürnberškim skupovima.